# Нормани (телесеріал)
«Нормани» (норв. Vikingane) — норвезький комедійний телесеріал Джона Івера Хайгакера та Йонаса Торгерсена, створено у жанрі псевдо-історичної розповіді про групу вікінгів, які живуть в селищі Норхейм у 790 році, при цьому використовують сучасні мовні оберти, вживають неіснуючи на той час терміни та користуються мотиваційними моделями.
Зйомки проходили в селі Авальдснес комуни Кармей, фюльке Ругаланн в Норвегії одночасно норвезькою та англійською мовами. Прем'єра англійської версії серіалу відбулася на Netflix в серпні 2017 року.
Перший сезон серіалу в Норвегії переглянуло більше мільйона жителів країни, населення якої складає трохи більше п'яти мільйонів чоловік.
Газета «The New York Times» назвала «Нормани» одним з 10 найкращих міжнародних серіалів 2017 року. Газета «The Guardian» розмістила «Нормани» на 29 місті рейтинга 50 кращих серіалів 2017 року.

## У ролях
- Генрік Местад — Олав, вождь села
- Каре Конраді[no] — Орм, чоловік Фреї, виконувач обов'язків свого брата вождя Олава під час участі того в набігах
- Нільс Йорген Каалстад — Арвід, заступник вождя
- Сільє Торп — Фрейя, жінка Орма, войовниця
- Тронд Фауса Аурвааг[en] — Руфус, римський актор, який потрапив у рабства до вікінгів
- Йойстейн Мартинсен — Карк, звільнений раб, який добровільно повернувся до рабського життя
- Маріан Саастад Оттесен[no] — Хільдур, жінка Олава
- Йон Йоигарден[en] — Ярл Варг, вождь протиборного селища
- Крістін Ріїс — Лів, жінка фермера, який загинув на дуелі з Арвідом